# Drosophila hirtipes
Drosophila hirtipes este o specie de muște din genul Drosophila, familia Drosophilidae, descrisă de Lamb în anul 1914.
Este endemică în Seychelles. Conform Catalogue of Life specia Drosophila hirtipes nu are subspecii cunoscute.